# Davor Tomičić
DavorTomičić ( - 1947. -  Zagreb, 2000.), hrvatski likovni umjetnik, slikar i grafički dizajner.

## Životopis
Polazio je Školu primijenjene umjetnosti, nakon toga je na Akademiji likovnih
umjetnosti diplomirao slikarstvo. Niz godina surađivao je s Galerijom
Studentskog centra, gdje je dizajnirao Novine GSC, i oblikovao plakate. Od 1973. do 1977. boravio je u njemačkom mjestu Trossingenu, i radio kao grafički dizajner, ne zapuštajući slikarstvo, - izlagavši na izložbama edicije Ritzi. Tomičićevo su likovno djelovanje sedamdesetih posebno obilježile avangardne istraživačke akcije Total i koncept Mogućnosti za 71 u sklopu kojih se preispitivalo likovno djelo u kontekstu napuštanja galerijskog prostora i postavljanja u urbanu sredinu. Ipak njegov rad u najvećoj mjeri obilježio je - grafički dizajn u području komercijalnog oblikovanja vizualnog identiteta brojnih tvrtki. 

## Izložbe
- Slike iz drugoga svijeta, Galerija Bernardo Bernardi - Zagreb ( postumno, 2000.)